# 하원

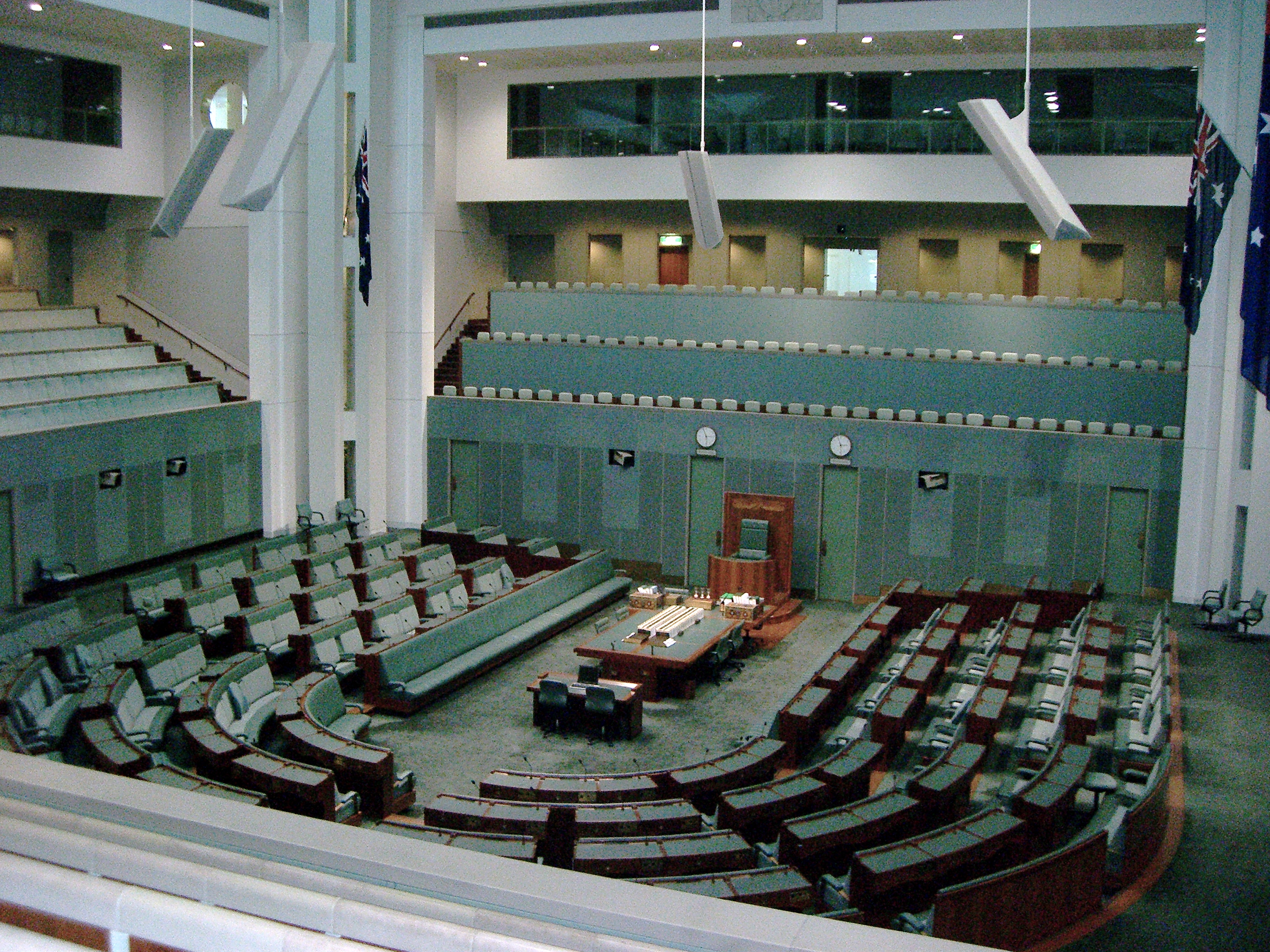

하원(下院, 영어: Lower House)는 상원과 함께 양원제를 구성하는 국회 중 하나이다.
일반적으로 하원은 국민의 평등선거에 의해 선출되며, 상원과는 임기, 선출 방식 중 어느 하나에서는 차등을 둔다. 제도에 따라서 하원이 상원에 비해 더 우월한 권리를 갖는 경우가 있고, 하원과 상원의 역할이 거의 비슷한 경우도 있다.

## 세계의 하원
- 대한민국 - 민의원 (民議院, 제2공화국 당시)
- 일본 - 중의원 (衆議院, House of Representatives)
- 영국 - 하원 (House of Commons)
- 미국 - 하원 (United States House of Representatives)
- 독일 - 연방의회 (Deutscher Bundestag)
- 프랑스 - 하원 (Assemblée nationale)
- 러시아 - 국가 두마 (Государственная дума)
- 인도 - 로크 사바 (लोक सभा)

### 미국
하원의원은 435명으로 구성된다. 각 주에서 선출하는 하원의원의 수는 인구비례에 따라 정해진다. 캘리포니아주처럼 인구가 많은 주에서는 의원을 52명이나 선출하는 반면, 사우스다코타주, 버몬트주, 알래스카주와 같이 인구가 적은 주는 각각 한 명의 하원의원을 뽑는다. 하원의 고유 권한에는 연방 고위 공무원에 대한 탄핵권과 세법 상정권이 있다.

## 참고 문헌
- 이 문서에는 다음커뮤니케이션(현 카카오)에서 GFDL 또는 CC-SA 라이선스로 배포한 글로벌 세계대백과사전의 내용을 기초로 작성된 글이 포함되어 있습니다.

## 같이 보기
- 상원
- 양원제